# Full City
Die Full City ist ein Massengutfrachter, der am 31. Juli 2009 bei Langesund auf Grund lief und Öl verlor.

## Havarie
Das Schiff gehörte 2009 einer Hongkonger COSCO-Tochterfirma, es war in Panama registriert und mit 23 Personen besetzt. Die Full City lief am 31. Juli 2009 bei schlechtem Wetter etwa 100 Seemeilen südlich von Oslo, beim Ort Langesund, auf Grund und erlitt dabei schwere Bodenschäden. Ein Teil der an Bord befindlichen 1.100 Tonnen Brennstoff wurden freigesetzt und verteilte sich auf über 100 km Küstenlinie. Es stellte eine Bedrohung von Fauna und Tourismus dar. Bis zum 5. August 2009 wurden 212 Tonnen Ölemulsion aufgefangen. Die britische Zeitung The Independent sprach von „einem von Norwegens größten Desastern“. Die Reinigungsaktion kostete 250 Millionen norwegische Kronen. Die Natur der betroffenen Gegend hat sich nach dem Ölunfall außergewöhnlich gut erholt.

## Kaperung im Mai 2011
Anfang Mai 2011 kaperten Piraten die Full City im Indischen Ozean, etwa 450 Seemeilen vor Mumbai. Das Schiff wurde nur kurze Zeit darauf von offiziellen Kräften wieder befreit.